# Koziejewszczina
Koziejewszczina (ros. Козеевщина) – wieś (ros. деревня, trb. dieriewnia) w zachodniej Rosji, w osiedlu wiejskim Borkowskoje rejonu diemidowskiego w obwodzie smoleńskim.

## Geografia
Miejscowość położona jest nad Jelszą, 3,5 km od drogi regionalnej 66N-0506 (Prżewalskoje – Anosinki – Żeruny – Jewsiejewka), 7 km od centrum administracyjnego osiedla wiejskiego (Żeruny), 59,5 km od centrum administracyjnego rejonu (Diemidow), 109 km od stolicy obwodu (Smoleńsk), 60,5 km od granicy z Białorusią.
W granicach miejscowości znajduje się ulica Polewaja (6 posesji).

## Demografia
W 2010 r. miejscowość była niezamieszkana.

## Historia
W czasie II wojny światowej od lipca 1941 roku wieś była okupowana przez hitlerowców. Wyzwolenie nastąpiło we wrześniu 1943 roku.